# Morro Agudo de Goiás
Morro Agudo de Goiás este un oraș în Goiás (GO), Brazilia.